# 莱舒
莱舒（法語：Les Choux，法語發音：[le ʃu]）是法国卢瓦雷省的一个市镇，位于该省东部，属于蒙塔日区。

## 地理
莱舒（47°47'51"N, 2°40'35"E）面积33.36 平方千米，位于法国中央-卢瓦尔河谷大区卢瓦雷省，该省份为法国中北部省份，北起埃松省，西北接厄尔-卢瓦省，西南接卢瓦-谢尔省，南至涅夫勒省和谢尔省，东临约讷省，东北接塞纳-马恩省。
与莱舒接壤的市镇（或旧市镇、城区）包括：韦尼松河畔诺让、日安、布瓦莫朗、当皮埃尔昂比尔利、朗热斯、索兰河畔勒穆利内、讷瓦。

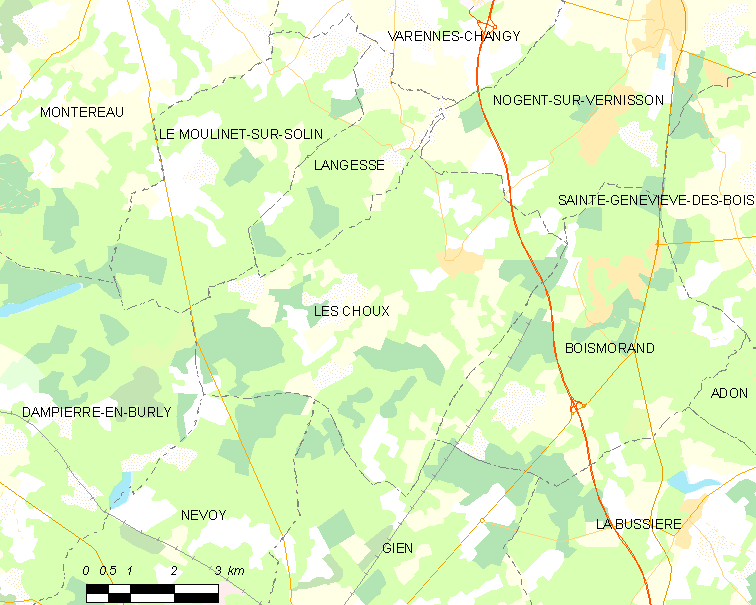
莱舒的OSM定位图

莱舒的时区为UTC+01:00、UTC+02:00（夏令时）。

## 行政
莱舒的邮政编码为45290，INSEE市镇编码为45096。

## 政治
莱舒所属的省级选区为日安县。

## 人口

1962-2008年间莱舒人口变化图示

莱舒于2022年1月1日时的人口数量为530人。